# Saint-Alphonse-de-Granby
Saint-Alphonse-de-Granby är en kommun i provinsen Québec i Kanada. Den ligger i regionen Estrie, i den sydöstra delen av landet, 220 km öster om huvudstaden Ottawa.